# Google Maps
Google Maps (транскр.  Гугл мапс) су апликациони сервис интернет мапа за десктоп и мобилне уређаје. Корисницима су доступни сателитски снимци, мапе улица и перспектива погледа улица (енгл. Street View) као и функције попут проналаска најкраћег пута за кретање од једног места до другог уз помоћ аутомобила, бициклом (још увек у бета фази), јавним превозом или пешке. Такође, постоји подршка за мапе које се уграђују захваљујући Апликационом програмском интерфејсу (API), а постоји и локатор пословних објеката и других организација у бројним земљама широм света. Сателитски снимци Гугл мапа, не ажурирају се у реалном времену, али и поред тога, Гугл додаје податке у своју основну базу на дневном нивоу и већина слика није старија од 3 године.
Редизајнирана верзија десктоп апликације коју је могуће искључити, доступна је од 2013. године. Редизајнирана верзија, дочекана је уз бројне критике због скривања неких уобичајених функција попут уклоњене линије за скалирање, као и недостатка других својстава које укључују Моја места (енгл. енгл. My Places) и линкове за дељење ка приказу улице (енгл. Street View) и приказу мапе (енгл. Map View).
Гугл мапе не могу прецизно да покажу подручја око полова. Уместо њих, постоји засебан програм, Гугл Земља, који пружа више функција везаних за преглед планете, укључујући и приказ подручја око полова.
Гугл мапе за мобилне су најпопуларнија апликација за паметне телефоне са преко 54% власника паметних телефона који га користе бар једном месечно.

## Приказ из сателита
Већи део слика доступних преко сателита није старији од 3 године и ажурира се на дневном нивоу. Гугл мапе дају слике из сателита високе резолуције за већи део урбаних средина у свету. Сателитске слике, не долазе увек у високој резолуцији, нпр. мање насељена подручја обично долазе са мање детаља.
Иако Гугл користи реч сателит, већина слика градова високе резолуције представља фотографије из ваздуха направљене иза авиона који лете на висини од 240-460 м; остале слике су ипак из сателита.

### Брига за безбедност
2005. Аустралијска организација за Нуклеарну науку и Технологију (енгл. Australian Nuclear Science and Technology Organization (ANSTO)), имала је примедбу због могућности која се даје терористима да користе слике из сателита које могу искористити за планирање напада, са посебним нагласком на Лукас Хајтс, нуклеарни реактор; ипак, влада Аустралије није подржала организацију. У тренутку примедбе коју је упутила АNSTO, Гугл је обојио нека подручја из безбедносних разлога (углавном САД), као што су кров Беле куће и неколико других грађевина у Вашингтону.

## Проширивост и прилагодљивост
С обзиром да су Гугл мапе готово у потпуности написане Јаваскриптом и XML-ом, неки крајњи корисници су то искористили и преокренули алат како би добили скрипте за клијентску серверску страну, што је омогућило кориснику или вебсајту да укључи проширене или прилагођене функције на интерфејсу Гугл мапа.
Користећи основни код и слике мапа односно сателита, такви алати могу увести иконице за произвољне локације, координате локација и метаподатке, а чак и произвољне слике мапа са различитих извора у сам интерфејс Гугл мапа. Једна таква алатка је Greasmonkey, која омогућава велики број скрипти за клијентску страну како би се прилагодили подаци на Гугл мапама.
Комбинација са сајтовима за дељење слика, као што је Flickr, користи се да би се направила „меморијска мапа“. Користећи копије фотографија Кихол сателита, корисници су искористили предност функције натписа на сликама како би пружили личну историју и информације које се тичу одређених тачака на подручју.

### АПИ Гугл мапа
Гугл је започео пројекат АПИ Гугл мапа (енгл. Google Maps API) у јуну 2005. како би омогућио програмерима да интегришу Гугл мапе у своје веб-сајтове. У питању је бесплатан сервис и тренутно не садржи рекламе, али Гугл наглашава у својим условима коришћења да задржава право да приказује рекламе у будућности.
Коришћењем AПИ-ја Гугл мапа, могуће је укључити сајт Гугл мапа у екстерни веб-сајт на којем одређени подаци могу бити преклопљени. Иако је у почетку био искључиво Јаваскрипт АПИ, АПИ Гугл мапа је проширен да укључи АПИ за Adobe Flash апликације, сервис за дохватање статичних слика мапе и веб сервиса за извођење геокодинга, добијања смерница за пут, као и добијања профила узвишења. Преко 1.000.000 веб-сајтова користи АПИ Гугл мапа, што га чини највише коришћеним АПИ-јем за развој веб апликација.
АПИ Гугл мапа је бесплатан за комерцијалну употребу, под условом да је сајт на коме се налази јавно видљив и не наплаћује за приступ и да нема више од 25.000 приступа мапи на дан. Странице које не задовољавају ове услове могу купити АПИ Гугл мапа за Посао (енгл. Google Maps API for Business)
Успех АПИ-ја Гугл мапа подстакао је развој бројних конкурентних алтернатива, од којих су најпознатији Yahoo! Maps API, Bing Maps Platform, MapQuest Development Platform и Openlayers.
У септембру 2011. Гугл је објавио да ће обуставити неке од својих услуга, укључујући и АПИ Гугл мапа за Flash.

### Гугл мапе за мобилне и друге уређаје
У октобру 2005, Гугл је објавио Јава апликацију под називом Гугл мапе за Мобилне (енгл. Google Maps for Mobile) намењене за мобилне телефоне базиране на Јави. Већина функција доступна на вебу, омогућена је и у апликацији.
У новембру 2009, Гугл је објавио Навигацију за Гугл мапе заједно са Гугл Андроид 2.0 оперативним системом, додајући команде гласом, извештај саобраћаја и подршку за приказ улице (енгл. Street View).
У марту 2011, потпредседник Гугла за сервис локација, Мариса Мејер, изјавила је да је Гугл пружио услугу мапа више од 150 милиона корисника.
У јуну 2012, Епл је најавио да ће заменити Гугл мапе са својим сервисом мапа од iOS 6. Ипак, 13. децембра 2012, Гугл је најавио доступност Гугл мапа у Епловој App Store секцији, почевши од iPhone верзије.
Дана 6. децембра 2012. објављено је да ће Гугл мапе доспети и до Wii U, Нинтендовој осмој генерацији кућне конзоле за видео игре. Приступ варијанти Гугловом приказу улице на Wii U објављен је 14. фебруара 2013. као бесплатна апликација за преузимање преко Нинтендове електронске продавнице. Од 31. октобра 2013. апликација, није више доступна бесплатно.

### Гугл мапе и параметри за приказ улице
У Гугл мапама, URL параметри су понекад вођени подацима у својим ограничењима и приказан кориснички интерфејс од стране веба, може, а и не мора да рефлектује та ограничења. Као пример тога, подржани ниво зумирања (означен z параметром) варира. У мање насељеним подручјима, подржани ниво зумирања може престати око 18. У ранијим верзијама АПИ-ја, навођењем ових већих вредности могло је резултовати приказом без слика. У градовима у западном свету, подржани ниво зумирања обично престаје око 20. У неким изолованим случајевима, подаци подржавају и до 23 или више. Различите верзије АПИ-ја и веб интерфејса могу, а и не морају потпуно да подрже ове веће нивое.
Од октобра 2010, Гугл мап приказ ажурира своју линију за зумирање што омогућава кориснику да зумира све до тренутка када је центриран на подручјима које омогућавају већи ниво зумирања. У класичној верзији, прилагодљив (подељен) Приказ мапе и приказ улице може се сачувати као параметризован URL линк и делити са другим корисницима. 2013. године, редизајнирана верзија, знатно мањи прозор за преглед, постаје интерактиван након преласка преко њега и омогућава корисницима да промене локацију и ротирају приказ улице, као и да сачувају параметризован приказ.